# بیجی پراساد
بیجی پراساد (به انگلیسی:Bijai Prasad) یکی از هشت نامزد رهبر مخالفان برای سنای فیجی پس از انتخابات 2006 بود . در سال 2014 ، او نایب رئیس حزب تازه تأسیس اول فیجی (FijiFirst) شد. با این حال ، وی به دلیل محکومیت کیفری نامشخصی به سرعت استعفا داد. 